# SOUVENIR (BUMP OF CHICKENの曲)
「SOUVENIR」(スーベニア) は、2022年9月29日に配信限定シングルとしてリリースされた、BUMP OF CHICKENの楽曲である。2023年4月5日には本作を表題としたCDシングルがリリースされた。

## 解説
2022年10月1日から12月24日までテレビ東京系列で放送されたアニメ『SPY×FAMILY』第2クールのオープニングテーマとして制作された。主題歌の担当が決まった時の感想を聞かれ「メンバー全員楽しく読ませて頂いていた作品だったので、オファーを頂いた時はとても光栄に思いました」とのコメントを寄せ、また楽曲については「ライブ会場で対面するリスナーに対して思う気持ちを、大切な場所に向かう道になぞらえて書きました」と語っている。
放送開始直前の9月29日、前作「クロノスタシス」以来5か月ぶりに、19作目の配信限定シングルとして音源リリースされた。オリコンチャートでは、10月5日付の週間デジタルシングル（単曲）ランキングで初登場1位を獲得。バンドにとっては、同ランキングでの1位獲得は『クロノスタシス』に続いて8作目となった。またアニメの放送開始時には、本作が使用された予告映像、およびオープニング映像がYouTubeで公開された。
2024年4月には自身3曲目のストリーミング累計再生数1億回を突破した。
ジャケットのアートワークは、グラフィックアーティスト、デザイナーのVERDYが手掛けている。
2022年10月24日より開始した「BUMP OF CHICKEN TOUR 2022 Silver Jubilee」においてライブ初披露され、同年12月24日にはセミファイナル公演となった東京公演（Zepp Haneda）で撮影されたライブ映像がYouTubeで公開された。

## CDシングル
「なないろ」以来1年3か月ぶり、28枚目のCDシングルである。Blu-rayが付属する「初回仕様限定盤」のみの発売となり、CD単体のいわゆる「通常盤」は発売されていない。
2022年11月6日にNHK主催の『18祭』の中で、このイベントのために制作した新曲「窓の中から」を披露する予定だったが、藤原の新型コロナ感染が判明したため、3日前に急遽中止となった。その後、2023年3月に延期して開催されることが決まったため、イベント放送後の12月21日に同曲を収録して発売される予定だった本シングルも4月5日に発売延期となった。
発売にあたり、WIT STUDIOによる描き下ろされたアニメ『SPY×FAMILY』スペシャルジャケットが封入された。また初回生産限定特典としてBUMP OF CHICKENのロゴステッカーが封入された。
Blu-rayには、同時発売された2022年7月3日に幕張メッセで行われたライブの映像作品『BUMP OF CHICKEN LIVE 2022 Silver Jubilee at Makuhari Messe』に収録されていない、7月2日のライブでのみ演奏された6曲が収録された。

### 収録内容
| 全編曲: BUMP OF CHICKEN & MOR。 |                        |                 |       |
| #                               | タイトル               | 作詞・作曲      | 時間  |
| 1.                              | 「SOUVENIR」           | 藤原基央        | 4:27  |
| 2.                              | 「クロノスタシス」     | 藤原基央        | 5:44  |
| 3.                              | 「窓の中から」         | 藤原基央        | 6:39  |
| 4.                              | 「大地」(Secret Track) | BUMP OF CHICKEN | 10:10 |
| 合計時間:                       | 合計時間:              | 合計時間:       | 27:00 |

| #  | タイトル                         | 作詞 | 作曲・編曲 |
| -- | -------------------------------- | ---- | ---------- |
| 1. | 「宇宙飛行士への手紙」           |      |            |
| 2. | 「arrows」                       |      |            |
| 3. | 「Small world」                  |      |            |
| 4. | 「乗車権」                       |      |            |
| 5. | 「オンリー ロンリー グローリー」 |      |            |
| 6. | 「BUMP OF CHICKENのテーマ」      |      |            |

### 楽曲について
1. SOUVENIR
2. クロノスタシス
3. 窓の中から
2023年3月20日に片柳アリーナで行われたNHK主催のイベント『BUMP OF CHICKEN 18祭』のために制作された新曲。事前に参加者からこの企画にかける熱いメッセージやパフォーマンス動画をメンバーが受け取り、その思いを汲んで制作された[5]。3月31日にNHK総合テレビで放送された後、翌日の4月1日にCD発売に先立って配信リリースされ[11]、同日に行われた「BUMP OF CHICKEN TOUR 2023 be there」長野公演でライブ初披露された。8月11日には同ツアーのファイナルとなった2023年5月28日の埼玉公演でのライブ映像が公開された。
4. 大地 (隠しトラック)
コミカルな歌詞を男声コーラスで勇ましく歌う、昭和歌謡風の曲。
4分5秒間の無音が続いた後、3分18秒間演奏が行われ、その後また無音が続く。

## ミュージック・ビデオ
「SOUVENIR」のミュージック・ビデオは、BUMP OF CHICKENの作品を手掛けるのは初めてとなったSpikey Johnが担当した。高速道路を走る車の中から撮影した疾走感あふれるタイムラプス映像をバックに、メンバーが演奏するという内容となっている。なお、MV公開前にはティザー映像が公開されていた（現在は非公開）。
「クロノスタシス」と「窓の中から」は、林響太朗が監督を務めている。「窓の中から」は、演奏シーンがワンカットで撮影されており、また藤原がアカペラで歌う、MVオリジナルのシーンがある。

## カバー
- Poppin'Party［戸山香澄（愛美）］ - ゲーム『バンドリ! ガールズバンドパーティ!』にてカバー（2024年5月4日追加収録）